# Pavel Shurmei
Pavel Antonovitch Shurmei (en biélorusse : Павал Антонавіч Шурмей, Paval Antonavitch Chourmeï), né le 1er septembre 1976, est un rameur biélorusse qui a participé aux Jeux olympiques à deux reprises et détient plusieurs records du monde sur le rameur en salle Concept2. Lors de l'invasion russe de l'Ukraine, il rejoint le Régiment Kastous-Kalinowski composé de volontaires biélorusses. Depuis avril 2024, il est le commandant de l'unité.

## Carrière d'aviron

### Jeux olympiques
Il a participé aux Jeux Olympiques de 2004 et 2008 avec l'équipe biélorusse.
Aux Jeux de 2004, Shurmei a participé au quadruple de couple masculin. Son équipe est arrivée troisième de sa manche, se qualifiant ainsi pour la demi-finale, dans laquelle elle a terminé troisième. Ce classement leur a permis d'être qualifiés pour la finale A de l'événement, où ils ont terminé derniers des six équipes. 
Aux Jeux de 2008, il a de nouveau participé au quadruple de couple masculin. Son équipe a terminé troisième de sa manche, se qualifiant pour la demi-finale, dans laquelle elle a terminé dernière. Cela signifie qu'ils se sont qualifiés pour la finale B, où ils ont terminé 5epour une position de 11e au général.

## Carrière d'aviron en salle
Shurmei a remporté les CRASH-B Sprints en catégorie ouverte durant deux années consécutives, en 2004 et 2005,. Il est également arrivé deuxième à deux reprises, en 2013 puis en2017,.
Shurmei a remporté sept fois la compétition internationale d'aviron en salle ALFA et détient le record de la compétition depuis 2003 (2 minutes 39,8 sur 1000 m).
Il détient actuellement les records du monde dans la catégorie des poids lourds 40-49 pour les distances de 1000 m et 2000 m.

## Classements mondiaux
Ci-dessous le classement mondial de fin de saison de Shurmei dans divers événements d'aviron en salle où il a terminé dans le top 50.

### 500 m
| Saison | Rang | Temps  | Remarques |
| ------ | ---- | ------ | --------- |
| 2017   | 3    | 1:13.7 | [ 10 ]    |

### 1 000 m
| Saison | Rang | Temps  | Remarques |
| ------ | ---- | ------ | --------- |
| 2009   | 1    | 2:41.9 | [ 11 ]    |

### 2 000 m
| Saison | Rang | Temps  | Remarques |
| ------ | ---- | ------ | --------- |
| 2017   | 6    | 5:47.8 | [ 12 ]    |
| 2013   | 11   | 5:53.5 | [ 13 ]    |
| 2011   | 5    | 5:51.2 | [ 14 ]    |
| 2005   | 1    | 5:43.2 | [ 15 ]    |
| 2004   | 1    | 5:39.6 | [ 16 ]    |

## Records personnels
| Événement    | Résultat | concours             | Date            |
| ------------ | -------- | -------------------- | --------------- |
| 500 mètres   | 1:13.7   | Jeux mondiaux 2017   | 27 juillet 2017 |
| 1 000 mètres | 2:39.8   | ALFA 2003            | 1 février 2003  |
| 2 000 mètres | 5:39.6   | Sprints CRASH-B 2004 | 22 février 2004 |